# Jurassic Park (videogioco NES)
Jurassic Park è un videogioco per Nintendo Entertainment System pubblicato da Ocean Software, ispirato al film Jurassic Park.
Le musiche sono state composte da Jonathan Dunn, tranne il tema del primo livello, il quale è una reinterpretazione del tema principale del titolo Konami Comic Bakery, composto da Martin Galway.

## Trama
Nei panni del professor Alan Grant, il giocatore dovrà proteggere Lex e Tim (i nipoti del proprietario del Jurassic Park, John Hammond) e lasciare Isla Nublar.

## Modalità di gioco
Il giocatore deve completare sei missioni (ognuna rappresentante un livello) per finire il gioco:
1. Salvare Tim da un Triceratopo.
2. Salvare Lex dal recinto del Tyrannosaurus Rex.
3. Ripristinare la corrente nel parco.
4. Distruggere il nido di Velociraptor.
5. Raggiungere la stazione radio ed inviare un messaggio di soccorso.
6. Raggiungere l'eliporto e sconfiggere il Tyrannosaurus Rex.

Ogni missione è costituita da un certo numero di aree, nelle quali il giocatore deve raccogliere uova di dinosauro; inoltre, per accedere ad alcune aree servirà un'apposita scheda d'accesso. Queste aree sono spesso brulicanti di dinosauri, come Dilophosaurus, Procompsognathus e Velociraptor (alcuni non possono essere uccisi). Sono presenti inoltre delle casse dal contenuto casuale: possono recuperare salute, dare una vita extra o temporanea invincibilità, oppure esplodere dimezzando la salute massima. Alcuni livelli, tra cui l'ultimo, vedono un Tyrannosaurus Rex come boss finale.

## Critiche
Il gioco ha ricevuto critiche negative. Messo in commercio alla fine dell'era NES in occidente, è stato criticato per la grafica mediocre, per il gameplay noioso e per la troppo elevata difficoltà (il gioco fornisce solo tre vite e cinque Continua, nessun sistema di password o di salvataggio). È stato anche definito «un blando, ripetitivo e dimenticabilissimo pezzo di storia».